# Małgorzata Szejnert
Małgorzata Szejnert (Varsóvia, 28 de abril de 1936) é uma jornalista e escritora polaca.

## Biografia
Ela formou-se na Escola Secundária Feminina Emilia Plater em Biała Podlaska. Ela possui um diploma em jornalismo pela Universidade de Varsóvia. Małgorzata Szejnert foi chefe da seção de reportagem do semanário Literatura.
Em 1981, após a imposição da lei marcial na Polónia, ela colaborou com a imprensa clandestina anticomunista. Em 1984, ela mudou-se para os Estados Unidos, onde trabalhou para o jornal diário Nowy Dziennik ("Novo Diário"). Em 1986, ela retornou à Polónia. Ela é uma das co-fundadoras da Gazeta Wyborcza ("Jornal Eleitoral"). 
Ela fez sua estreia literária em 1972, com a publicação de Borowiki przy ternpajku ("Borowiki ao lado do tronco"), um livro sobre a Diáspora polaca na América. 

## Prémios e distinções
Em 2008, ela foi indicada ao Prémio Angelus pelo seu livro Czarny ogród ("O Jardim Negro"). O seu livro Wyspa klucz ("A Ilha Chave") recebeu uma indicação ao Prémio Nike em 2010. O seu outro trabalho, Usypać góry. Historie z Polesia ("Erigir Montanhas. Histórias de Polésia"), foi nomeado para o Prémio Ryszard Kapuściński em 2015.
Em 2015, ela foi condecorada com a Cruz de Oficial da Ordem da Polónia Restituta.